# Larry Steers
Larry Steers (14 de fevereiro de 1888 — 15 de fevereiro de 1951) foi um ator de cinema norte-americano. Ele apareceu em 426 filmes entre 1917 e 1951.

## Filmografia selecionada
- Old Wives for New (1918)
- A Pair of Silk Stockings (1918)
- The Roaring Road (1919) - não creditado
- The Girl in the Limousine (1924)
- Ten Scars Make a Man (1924)
- A Cafe in Cairo (1924)
- Wild West (1925)
- New Brooms (1925)
- The Best People (1925)
- The Terrible People (1928)
- The Fire Detective (1929)
- The King of the Kongo (1929)
- The Road to Reno (1931)
- Transatlantic Merry-Go-Round (1934)
- The Great Impersonation (1935)